# IC 2944

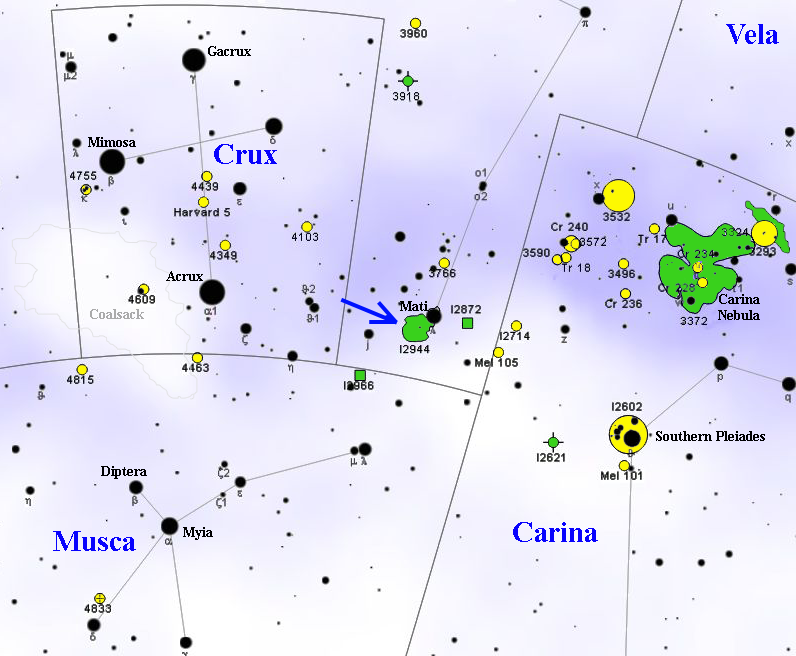
De locatie van IC 2944

De nevel

IC 2944, ook bekend als de Rennende kipnevel of de λ Centaurinevel, is een open sterrenhoop met een bijbehorende emissienevel in het sterrenbeeld Centaur, bij de ster λ Centauri. Hij bevat bolwolken, die vaak een plaats zijn van actieve stervorming. In geen van de bolwolken in IC 2944 is echter bewijs gevonden voor stervorming.
Andere benamingen zijn RCW 62 en G42.
De ESO Very Large Telescope heeft een close-up gemaakt van een set bolwolken die in 1950 in IC 2944 zijn ontdekt door astronoom A. David Thackeray. Deze wolken staan nu bekend als Thackeray's wolken. Op 2MASS-opnamen zijn 6 sterren te zien binnen de grootste bolwolk.
Het nevelgebied dat op moderne foto's te zien is, omvat zowel IC 2944 als IC 2948, en het nabijgelegen zwakkere IC 2872. IC 2948 is de helderste emissie- en reflectienevel naar het zuidoosten, terwijl IC 2944 de sterrenhoop en de omringende nevel is die zich uitstrekt naar λ Centauri.